# Klika (teoria grafów)

Graf pełny K_{5}, będąc swoim własnym podgrafem tworzy klikę rozmiaru 5

Klika – podgraf, w którym każde dwa wierzchołki są połączone krawędzią.
Klika jest maksymalna, jeśli nie da się dodać do niej wierzchołka tak, aby razem z nią również tworzył klikę. Klika jest największa (najliczniejsza), jeśli nie ma w grafie kliki o większej liczbie wierzchołków. Rząd największej kliki grafu {\displaystyle G} (ang. clique number) oznaczamy {\displaystyle \omega (G).}
Graf, którego liczba chromatyczna jest równa rozmiarowi największej kliki {\displaystyle (\chi (G)=\omega (G)),} nazywa się grafem doskonałym (ang. perfect graph).
Stwierdzenie, czy w grafie istnieje klika o zadanym rozmiarze (problem kliki), jest jednym z klasycznych problemów NP-zupełnych. Problemem dualnym dla problemu kliki jest problem zbioru niezależnego.